# Австралийский цветной бекас
Австралийский цветной бекас (лат. Rostratula australis) — вид птиц из семейства цветных бекасов.
Вид описан в 1838 году британским орнитологом Джоном Гульдом. Долгое время считался подвидом цветного бекаса (Rostratula benghalensis). В 2007 году для таксона восстановили видовой статус.
Эндемик Австралии. Встречается спорадически на севере и востоке материка в регионах с водно-болотными угодьями с густой растительностью. Вид находится под угрозой исчезновения.
Птица длиной 24—30 см, размах крыльев 50—54 см, масса 125—130 г. Голова, шея и верхняя часть груди шоколадно-коричневые, на шее переходит в светло-коричневый. Вокруг глаз кремовое оперение. Через плечи к груди проходит белая полоса. Верхняя часть крыльев серого цвета. Нижняя часть груди и крыльев, а также брюхо — белые. Самцы, как правило, немного меньше и менее яркие, чем самки.
Питается мелкими беспозвоночными и водной растительностью. Размножается в сезон дождей на неглубоких временных водоёмах. На мелководье строит курган из ила и травы. На кургане обустраивает гнездо. В кладке 3—4 кремовых яиц. Инкубация продолжается 15—16 дней.